# Pozdianka
Pozdianka (en rus: Поздянка) és un poble del krai de Perm, a Rússia, que el 2016 tenia 94 habitants. Hi ha cinc carrers.